# Pallavolo ai Giochi del Pacifico
La pallavolo ai Giochi del Pacifico è stata ammessa al programma sportivo dei Giochi del Pacifico dalla prima edizione nella versione maschile e dalla seconda edizione in quella femminile.